# Atanasie Lipovan
Atanasie Lipovan (n. 20 martie 1874 la Sânnicolau Mare, județul Timiș, d. 27 aprilie 1947 la Timișoara), a fost un compozitor, cântăreț, profesor de muzică bisericească, dirijor și organizator de coruri român. A contribuit la păstrarea conștiinței naționale printre românii din Banatul de câmpie, în timpul ocupației austro-ungare. 

## Biografie
Atanasie Lipovan s-a născut la SînMiclăușul Mare (azi Sânnicolau Mare), la 20 martie 1874, comitatul Torontal, în Austro-Ungaria, într-o familie de români săraci. Clasele primare le urmează la școala confesională ortodoxă din localitatea natală. De mic copil cântă în strana bisericii deprinzând glasurile bisericești de la învățătorul Antonie Minișan. Cu sprijin financiar din partea parohiei, pleacă la Arad unde își continuă studiile, școala secundară și Preparandia pentru învățători pe care o absolvă în anul 1892. Colaborează cu preotul Nicolae Chicin, profesor de cântare bisericească la Arad, de la care își perfecționează arta dirijorală. A fost contemporan cu compozitorul bisericesc, Trifon Lugojan.

## Activitatea didactică și dirijorală
Între 1892 - 1896 funcționează ca dascăl în comunele Toracu Mic, în Banatul sârbesc și Comloșu Mare, unde înființează și conduce primele sale coruri formate din elevi și adulți. În 1896 revine la Sânnicolau Mare ca învățător iar începând cu anul 1902 i se încredințează conducerea ''Reuniunii de cântări''”Doina”. Corul, existând din 1858, obține sub conducerea lui Atanasie Lipovan, o recunoaștere națională, prin partiparea alături de alte opt formațiuni corale bănățene, la Marea Expoziție Română de la București din 1906, unde a fost distins cu Premiul I, la egalitate cu mai celebrul cor de la Lugoj condus de compozitorul Ion Vidu. Celor doi dirijori li s-a conferit Diploma și Medalia de aur. În anul 1913 este invitat în Statele Unite ale Americii pentru a pune bazele unor reuniuni corale pentru românii emigranți. Astfel, Lipovan, în numai trei luni înființează patru coruri românești, în orașele Philadelphia, Chicago, Saint Louis și Detroit. Va activa apoi ca profesor de Tipic și Cântare Bisericească Ortodoxă la Academia Teologică din Arad, „străduindu-se să aducă acuratețea necesară în intonarea corectă a cântării de sorginte bizantină, să o decanteze de influențele temperate ale intonației instrumentale, reactualizând modalismul”. Tot la Arad, pune bazele unui alt cor de prestigiu ”Armonia”, cor care activează și astăzi la catedrala veche a orașului.
Avea o voce fermecătoare de bariton, amplă, voce pe care, după pensionare, o va închina stranei noii Catedrale Mitropolitane din Timișoara. La Timișoara, din anul 1938, a condus și Școala de cântăreți bisericești a proaspetei Episcopii.
La 27 aprilie 1947, în drum spre casă, în tramvai, suferă un atac de cord. Trece la cele veșnice câteva ore mai târziu la 73 ani, ziarele vremii anunțând cu durere trista veste. Înmormântarea a avut loc la Sânnicolau Mare, populația orașului primindu-l „nu ca pe un mort, ci ca pe un erou, care după ce i-a dus și i-a purtat numele, se întoarce încununat cu laurii biruinței. 
A fost căsătorit în două rânduri, având opt copii.

## Opera muzicală
Atanasie Lipovan are marele merit de a fi eternizat cântarea de strană din Banat și Crișana, notând-o pe note liniare, continuând astfel munca lui Trifon Lugojan. A lăsat moștenire o importantă literatură de muzică bisericească, dar și corală:
- Colecție de cântări bisericești, 1906;
- Colinde, 1910;
- Carte de cântări bisericești, funebrale și colinde aranjate pentru una și două voci pe baza vechilor melodii bisericești, 1914;
- Cele opt glasuri bisericești aranjate pe note liniare după vechile melodii utilizate în Banat și Crișana, 1926;
- Cântări bisericești cuprinzând tropare, psalmi, pripele, svetelne, doxologii, antifoane, cheruvice, irmoase, pricesne, 1927;
- Cântări bisericești la înmormântări, cununii, la sfințirea apei, 1936;
- Cântări bisericești cuprinzând aghioasele, Canonul de plângere al Născătoarei de Dumnezeu, Cele trei stări, Stihirile Paștilor, 1938;

Dintre piesele laice se pot menționa:
- „Firea-i lume n-ai mai fi”, „Streină-s Doamne streină”, „Câtă boală-i pe sub soare”;
- Potporiu de cântece poporale, reconstituit de către fiul său cel mare, Ioan Lipovan (1895 - 1963), la rându-i profesor de muzică, dirijor și compozitor.